# 니나 포에버
《니나 포에버》(영어: Nina Forever)는 2015년 공개된 영국의 코미디 공포 영화이다. 형제 사이인 벤과 크리스 블레인이 공동으로 각본, 연출, 편집을 맡았다. 

## 줄거리
여자친구 니나가 교통 사고로 사망한 뒤 롭은 자살을 시도하지만 실패한다. 롭은 슬픔을 극복해 나가며 직장인 슈퍼마켓의 동료 홀리와 새로운 사랑에 빠진다. 하지만 저 세상에서 안식을 찾지 못한 니나가 저승에서 돌아와(revenant) 두 사람이 관계를 맺으려고 할 때마다 괴롭힌다. 이제 둘은 니나가 영면에 들게 할 방법을 찾아내야 한다.

## 출연진
- 피오나 오쇼너시 - 니나 역
- 애비게일 하딩엄 - 홀리 역
- 샨 배리 - 롭 역
- 엘리자베스 엘빈 - 샐리 역
- 데이비드 트라우턴 - 댄 역
- 숀 마이클 베리 - 조시 역
- 리 니컬러스 해리스 - 경찰 역 (크레디트 미기재)
- 펠림 켈리 - 쇼핑객 역 (크레디트 미기재)

## 기타 제작진
- 벤 갤럽, 앤디 고든